# Europamästerskapen i skidskytte 2007
Europamästerskapen i skidskytte 2007 genomfördes 21-25 februari 2007 i Bansko, Bulgarien.

## Distans herrar 20 kilometer
| Placering | Åkare                | Land    |
| --------- | -------------------- | ------- |
| 1.        | Egil Gjelland        | Norge   |
| 2.        | Hans Martin Gjedrem  | Norge   |
| 3.        | Aleksei Korobejnikov | Ukraina |

## Distans damer 15 kilometer
| Placering | Åkare             | Land        |
| --------- | ----------------- | ----------- |
| 1.        | Oksana Jakovleva  | Ukraina     |
| 2.        | Ljudmila Ananko   | Vitryssland |
| 3.        | Magdalena Gwizdon | Polen       |

## Sprint herrar 10 kilometer
| Placering | Åkare           | Land      |
| --------- | --------------- | --------- |
| 1.        | Tomasz Sikora   | Polen     |
| 2.        | Jaroslav Soukop | Tjeckien  |
| 3.        | Tobias Eberhard | Österrike |

## Sprint damer 7,5 kilometer
| Placering | Åkare            | Land        |
| --------- | ---------------- | ----------- |
| 1.        | Darja Domratjeva | Vitryssland |
| 2.        | Vita Semerenko   | Ukraina     |
| 3.        | Olga Kudrasjeva  | Vitryssland |

## Jaktstart herrar 12,5 kilometer
| Placering | Åkare         | Land     |
| --------- | ------------- | -------- |
| 1.        | Tomasz Sikora | Polen    |
| 2.        | Ilmars Bricis | Lettland |
| 3.        | Egil Gjelland | Norge    |

## Jaktstart damer 10 kilometer
| Placering | Åkare             | Land        |
| --------- | ----------------- | ----------- |
| 1.        | Olga Kudrasjeva   | Vitryssland |
| 2.        | Ute Niziak        | Tyskland    |
| 3.        | Irina Nikultsjina | Bulgarien   |

## Stafett 4 x 7,5 kilometer herrar
| Placering | Land        | Åkare                                                                     |
| --------- | ----------- | ------------------------------------------------------------------------- |
| 1.        | Tyskland    | Daniel Graf, Christoph Knie, Carsten Pump, Jörn Wollschläger              |
| 2.        | Norge       | Alexander Os, Hans Martin Gjedrem, Magne Thorleiv Rönning, Egil Gjelland  |
| 3.        | Vitryssland | Sergej Novikov, Aleksandr Syman, Rustam Valiullin, Vladimir Miklasjevskij |

## Stafett 4 x 6 kilometer damer
| Placering | Land        | Åkare                                                                 |
| --------- | ----------- | --------------------------------------------------------------------- |
| 1.        | Vitryssland | Nadezjda Skardino, Olga Kudrasjeva, Ljudmila Ananko, Darja Domratjeva |
| 2.        | Tyskland    | Jenny Adler, Stepanie Müller, Ute Niziak, Sabrina Buchholz,           |
| 3.        | Ukraina     | Oksana Jakovleva, Olena Petrova, Vita Semerenko, Valj Semerenko       |